# 新光集團
新光關係機構，又稱新光集團，是臺灣一個大型企業集團，由吳火獅與洪萬傳、林登山共同創立，旗下企業涵蓋紡織、合成纖維、瓦斯、百貨公司、建設、保全、學校、電腦、金融、保險及醫療、農場、等領域。其名來自吳火獅在1945年10月25日創辦的「新光商行」，是合吳火獅家鄉新竹的「新」字、以及創業前在日治時代受提攜的恩人小川光定之「光」字而成，有感恩念本之意。現主要由吳火獅四位兒子吳東進、吳東賢、吳東亮與吳東昇還有姪子吳東興的三位兒子（吳昕達、吳昕陽、吳昕昌）負責經營。
2002年2月12日，中華民國財政部開放設立金控公司時，新光集團內分別有吳東進主導的新光人壽、以及吳東亮主導的台新銀行兩家金融機構；由於兄弟的經營理念不同，因此分別成立了新光金控和台新金控。

## 發展歷史
- 1945年10月25日，吳火獅、洪萬傳、林登山共同創立「新光商行」，從事布匹買賣及糖、茶等進出口業。
- 1952年，新光商行擴大為台灣新光實業。
- 1955年，於台灣紡織工業鼎盛時期成立新光紡織，並併購王田毛紡，成為集團擴大茁壯的關鍵。
- 1961年，成立新光證券
- 1963年，成立新光產物保險及新光人壽保險。
- 1964年，成立大台北瓦斯。
- 1972年，成立新光百貨娛樂公司，為今日新光三越百貨的前身。
- 1980年，成立新光保全。
- 1988年，成立台証證券。
- 1992年，成立新光醫院、台新銀行及新光證券投資信託。
- 2002年
  - 2月18日，成立台新金控（台新銀行、大安銀行、台証證券及台新票券共同籌組）。
  - 2月19日，成立新光金控（新光人壽與力世證券（後更名為新壽證券）共同籌組）。
- 2015年10月25日，新光集團成立屆滿70周年紀念。
- 2023年6月9日，新光金舉行股東常會並改選，大股東洪士琪派取得十席董事大勝，新光金股東會後召開董事會，推選曾任台新金總經理的陳淮舟，以自然人身分出任董事長，吳東明為副董事長，吳東進獲推為名譽董事長。[5][6]
- 2024年8月22日，台新金控與新光金控分別召開董事會，最終決議以換股方式進行合併，以台新金控為存續公司、新光金控為消滅公司，未來完成將更名為「台新新光金融控股股份有限公司」（簡稱「台新新光金控」），[7]歷經分家20年再度合併。
- 2025年7月24日，台新金控與新光金控正式合併，「台新新光金融控股股份有限公司」（簡稱「台新新光金控」）成立[8]

## 關係企業

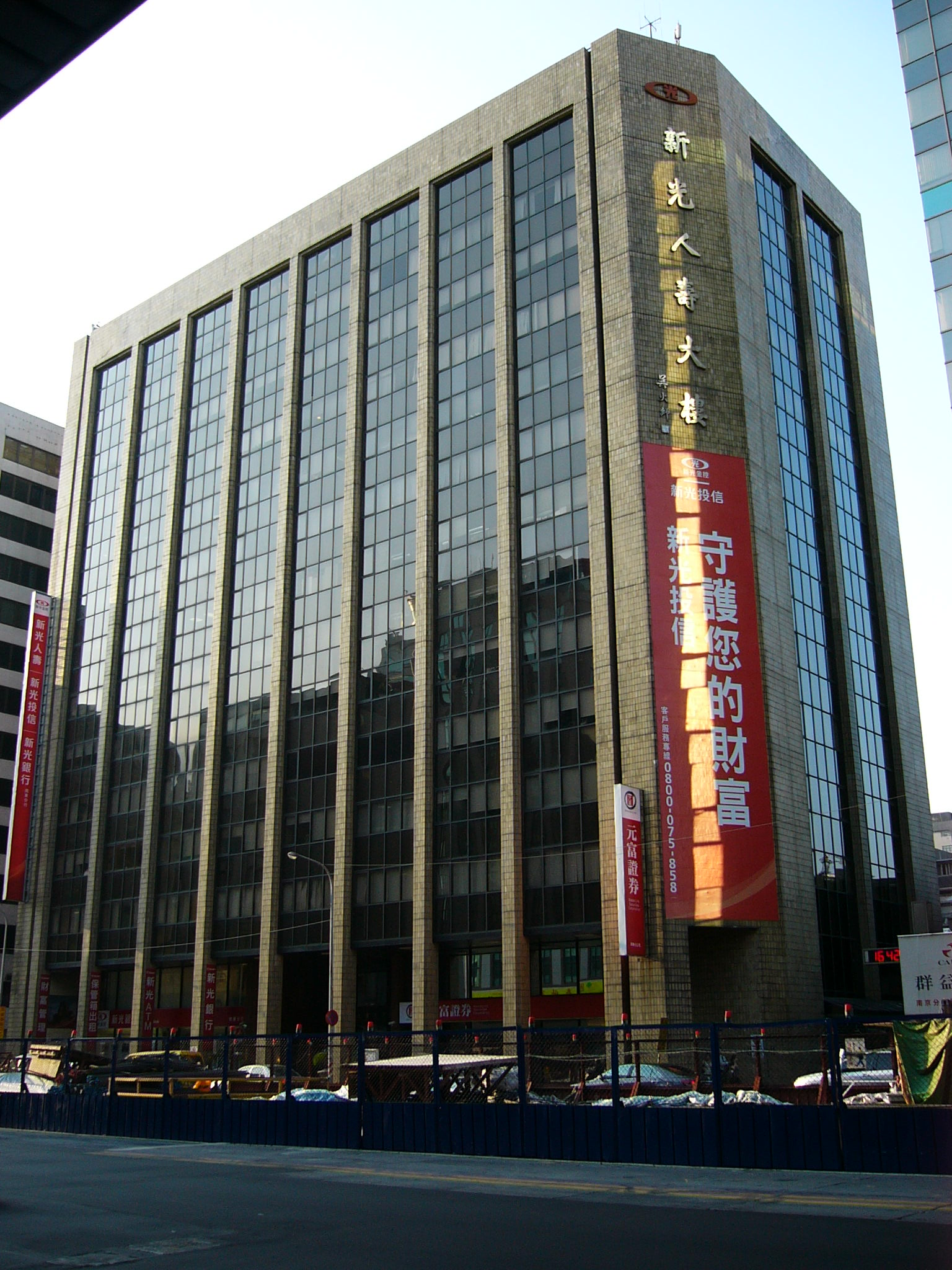
位於台北市南京東路二段的新光人壽大樓

金融服務事業
- 台新新光金控（臺證所：2887）
  - 台新國際商業銀行
  - 台新綜合證券
  - 台新投信
  - 台新投顧
  - 台新人壽
  - 台新創投
  - 台新資產管理
  - 新光人壽保險
  - 臺灣新光商業銀行
  - 元富證券
  - 新光投信
  - 新光投顧
  - 新光金保險代理人
  - 新光金國際創業投資
    - 新光租賃（蘇州）
- 遠信國際資融
- 新光產物保險（臺證所：2850）
- 瑞興商業銀行
- 新光證券
- 豐澤國際
- 新昕國際

紡織化纖事業
- 新光紡織（臺證所：1419）
- 新光合成纖維（臺證所：1409）

化學工業事業
- 大台北區瓦斯 （页面存档备份，存于）（臺證所：9908）
- 新海瓦斯 （页面存档备份，存于）（臺證所：9926）
- 惠普企業 （页面存档备份，存于）

營造建築事業
- 新光建設開發
- 新光國際開發

社會公益事業
- 新光醫療財團法人新光吳火獅紀念醫院
- 新光健康管理事業
- 新光人壽慈善基金會
- 新光人壽獎助學金基金會 （页面存档备份，存于）
- 新光吳氏基金會
- 新光吳火獅先生救難急救基金會
- 新光吳火獅文教基金會 （页面存档备份，存于）
- 新光銀行文教基金會
- 財團法人台灣林登山社會福利基金會
- 財團法人新光三越文教基金會
- 財團法人台北市洪萬傳慈善基金會
- 允晨文化 （页面存档备份，存于）

觀光旅館事業
- 新光兆豐休閒農場（溫泉）（墾夢莊園）

保安管理事業
- 台灣新光保全（臺證所：9925）
- 新壽公寓大廈管理維護 （页面存档备份，存于）
- 誼光保全 （页面存档备份，存于）
- 台灣保全
- 元大保全
- 元太物業

百貨零售事業
- 新光三越百貨
- 新光嫺雅國際 （页面存档备份，存于）
- 新光育樂
- 沛奇國際

科技資訊事業
- 新誼整合科技 （页面存档备份，存于）
- 新堡科技
- 新光國際航太科技 （页面存档备份，存于）
- 新群電子 （页面存档备份，存于）
- 新工光電科技
- 新光綠宝

電影片映演事業
- 新光影城

## 外部連結
- 官方网站 （繁體中文）（简体中文）（英文）（缅甸语）